# Schloss Dolná Krupá

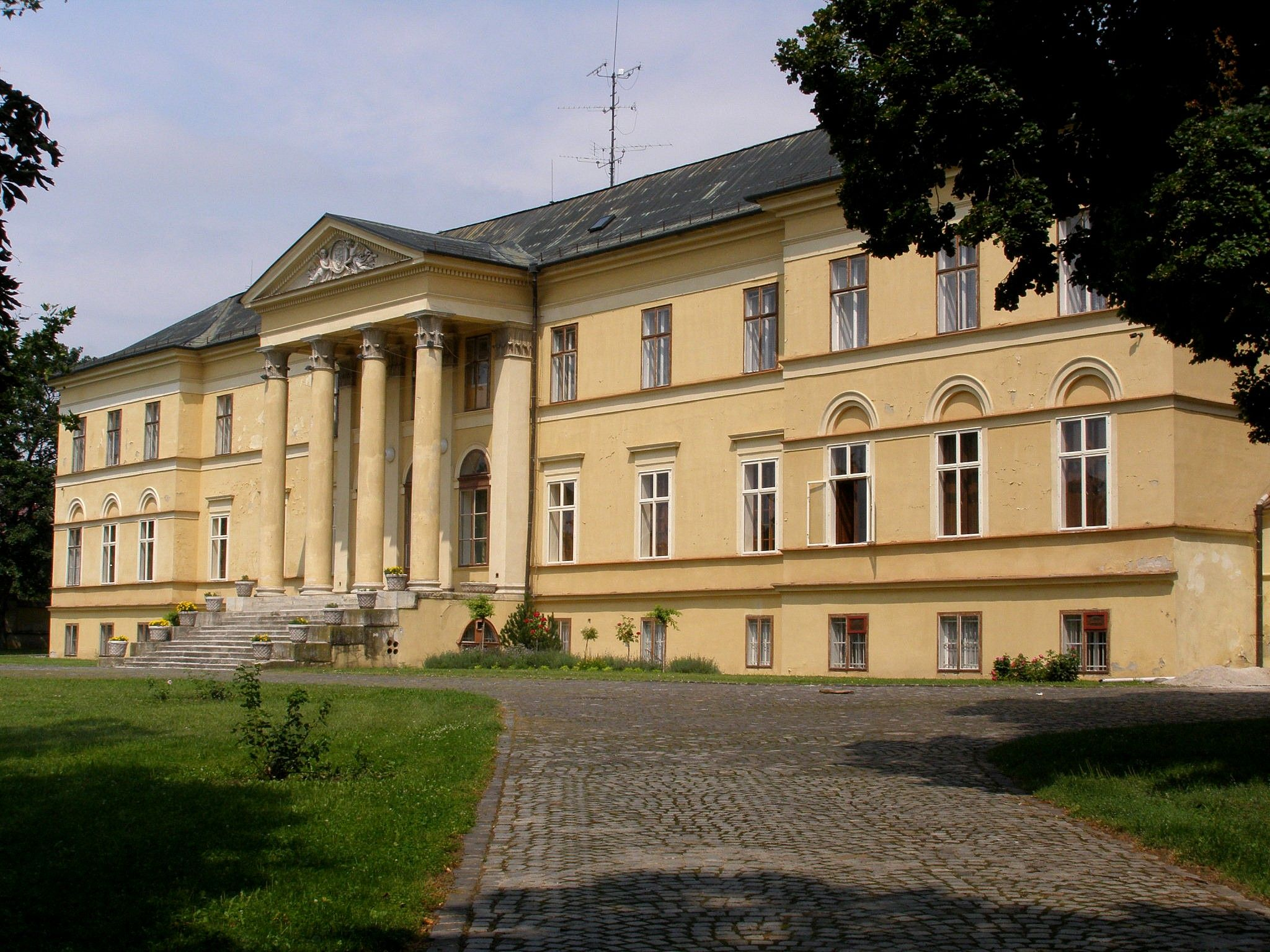
Das Herrenhaus (Gartenansicht)

Das Schloss Dolná Krupá (ungarisch Alsókorompa, deutsch Unterkrupa) liegt in der heutigen Westslowakei in der gleichnamigen Ortschaft, etwa 13 km von der westslowakischen Stadt Trnava (ungarisch Nagyszombat, deutsch Tyrnau) entfernt. Es ist der ehemalige Adelssitz der ungarischen Grafenfamilie Brunsvik.

## Unter weiteren Namen bekannt
Es haben sich verschiedene Schreibweisen eingebürgert: Brunswick, Brunswik, Brunszvik, Prunswick usw. Im Laufe der Jahrhunderte hat man den Familiennamen in etwa vierzig verschiedenen Schreibweisen geschrieben.

## Geschichte

### Die Brunsviks
Die Geschichte des Schlosses in Dolná Krupá (deutsch Unterkrupa, ungarisch Alsókorompa) ist eng mit der ungarischen Adelsfamilie Brunsvik verbunden. Die Familie stammte aus Deutschland (Stettin) und ist mit Tobias Brunsvik (~1590 - ~1670), der sich in Freistadt an der Waag niederließ, in Königreich Ungarn erstmals nachweisbar. Dessen Enkel Michael II. Brunsvik (1671–1719) heiratete um 1710 Margarethe Theresia Vitalis von Vitalisfalva (~1685–1747), welche die Herrschaft von Unterkrupa als Mitgift in die Ehe brachte.
Deren Sohn Anton I. Brunsvik (1717–1780) studierte an der Universität in Tyrnau Rechtswissenschaften und erbte die Herrschaft Unterkrupa. Zwischen 1749 und 1756 ließ er an Stelle des alten Schlosses einen barocken Neubau nach Plänen des kaiserlichen Hofarchitekten Johann Baptist Martinelli errichten. Anton I. wurde für seine Verdienste (er war bei der Ungarischen Hofkanzlei in Wien tätig) 1775 von der Kaiserin Maria Theresia in den Grafenstand erhoben und durfte dadurch auch das Adelsprädikat ‚de Korompa’ im Namen führen (ungarische Version von Unterkrupa). Außerdem erhielt er als Lehen die Herrschaft Maronvásár.

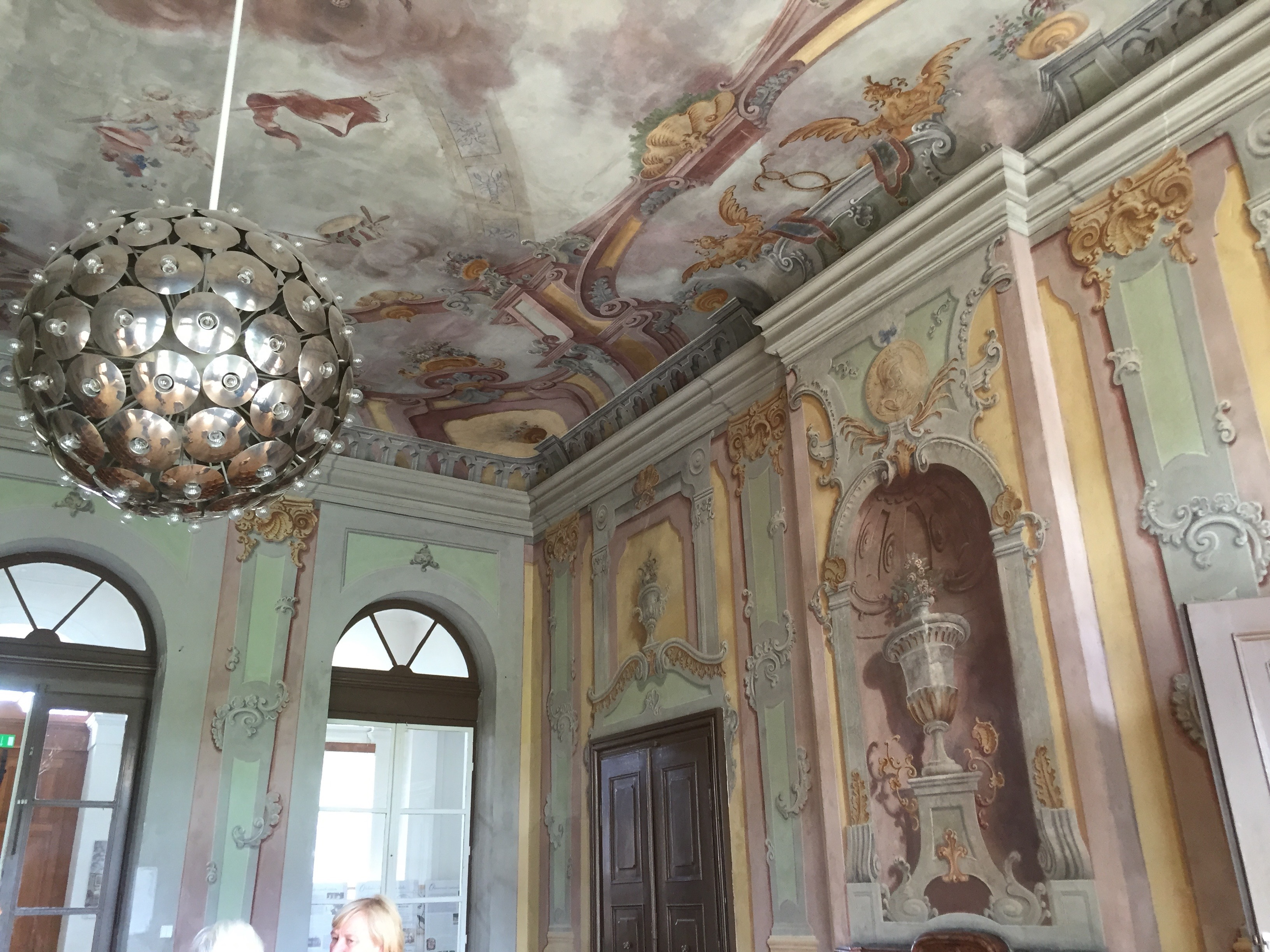
Ein Raum des Herrenhauses nach der Renovierung

Nach dem Tode von Anton I. wurde das Familienvermögen 1783 (durch Auslosung) unter seinen Söhnen aufgeteilt. Anton II. (1745–1793) erhielt die Herrschaft Mártonvásár und der jüngere Sohn Joseph (1750–1827) das Gut von Unterkrupa.
Zwischen 1792 und 1796 ließ Joseph das Schloss Unterkrupa nach Plänen des Architekten der Ungarischen königlichen Kammer Johann Joseph Thalherr in Barock (jedoch bereits mit klassizistischen Elementen) umbauen. Zu den neu geschaffenen Ensemble gehörte ein Theatergebäude (1937 abgerissen), eine Orangerie, ein Bäderhaus und ein Gärtnerhäuschen. Einige Jahre später (etwa 1813) beauftragte er den erst 24-jährigen österreichischen Architekten Anton Pius Riegel mit weiteren Bauarbeiten an dem Schloss, der dieses im Stil des modernen Klassizismus umbaute. Zwischen den Jahren 1813 und 1819 entstand auf Geheiß des Bauherrn ein englischer Park mit einer Größe von 247 Hektar. Mit den Arbeiten wurde der deutsche Garten- und Landschaftsarchitekt Christian Heinrich Nebbien beauftragt. Der Park wurde im Jahre 1822 beendet, was aus den noch erhaltenen Gartenplänen ersichtlich ist.
Der Park gehörte seinerzeit zu den bedeutendsten Beispielen von Landschaftsarchitektur im gesamten damaligen Königreich Ungarn. Er besaß ein raffiniertes künstliches Wassersystem mit drei künstlichen Teichen: der „Große Teich“ in dessen Mitte sich eine künstliche Insel, die „Luisen-Insel“ befand, die an die früh verstorbene Tochter Luise des Ehepaars erinnern sollte. Außerdem wurden zwei kleinere Teiche angelegt (der „Schildkrötenteich“ und der „Forellenteich“). Es gab auch eine künstliche Grotte und den Park schmückten zahlreiche Skulpturen namhafter Bildhauer. Von diesen architektonischen Elementen ist nur der Obelisk an dessen Spitze sich die Skulptur „Mutter mit Kind“, ein Werk des bedeutenden ungarischen Bildhauers István Ferenczy (1792–1856) befindet, erhalten geblieben. Aus der Zeit der Brunsviks blieb auch ein ‚Riesenmammutbaum‘ (Sequoiadendron giganteum) erhalten der heute eine Höhe von 45 m und einen Durchmesser von 4 Metern erreicht hat. (Steht unter Naturschutz, da er einer der Größten seiner Art ist.)

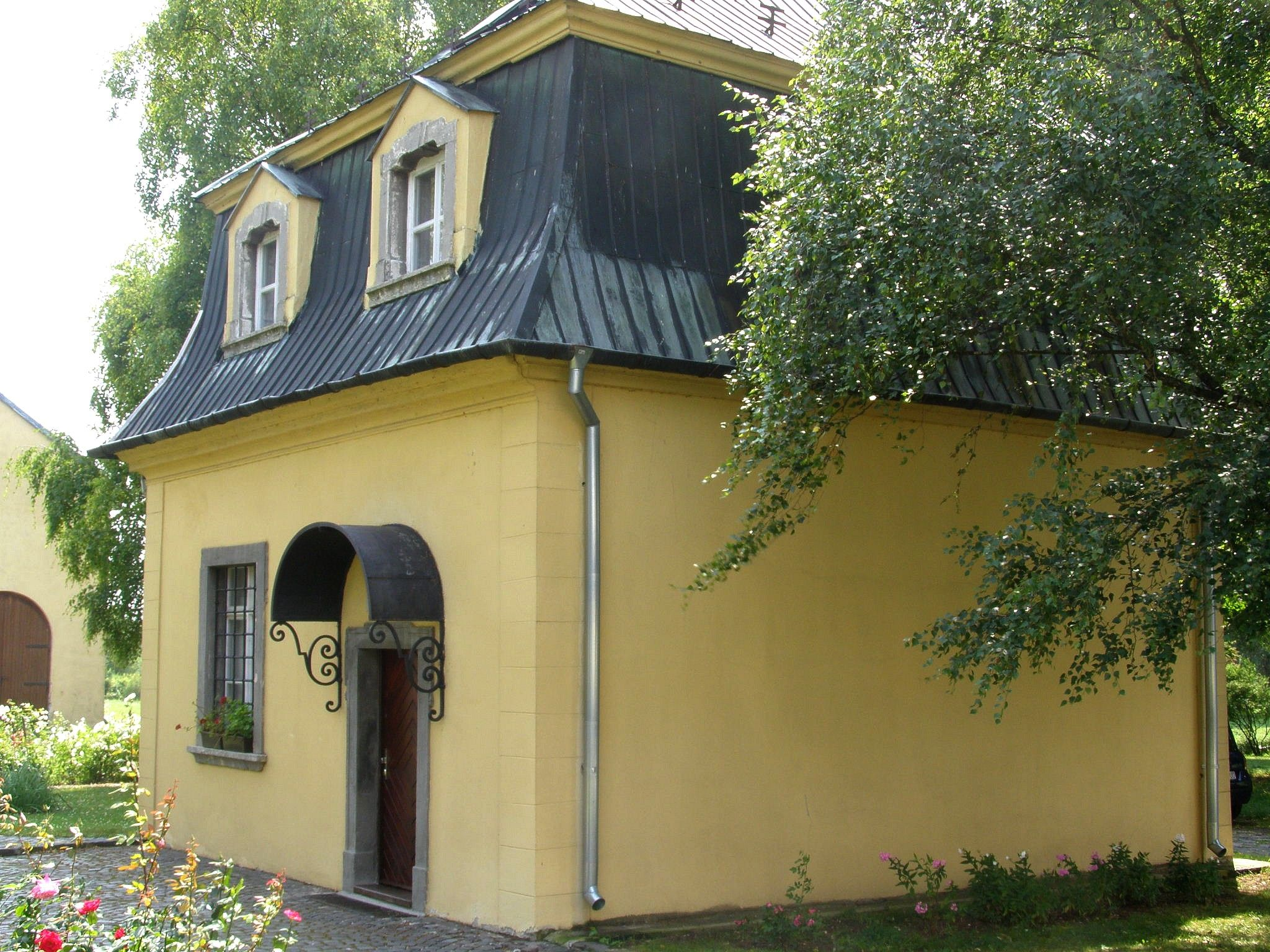
Gärtnerhäuschen (Heute Beethoven-Museum)

Die Mitglieder der Familie Brunsvik waren auch bedeutende Kunstliebhaber und Kunstmäzene. Besonders an der Musik fand die Familie großes Interesse. Im hauseigenen Theater wurden Theaterstücke aufgeführt, an denen auch die Familienmitglieder mitspielten. Anhand der familiären Bande zu den Bruder des Schlossherrn Anton II. Brunsvik (dem Herren von Mártonvásár) kam die Familie auch mit Ludwig van Beethoven in Kontakt. In den Jahren 1800, 1801 und 1806 besuchte Beethoven auch Unterkrupa. Über die Schwestern Therese und Josephine Brunsvik lernte Beethoven in dieser Zeit auch deren Cousine Gräfin Giulietta Guicciardi (1782–1856) kennen und erteilte ihr in Unterkrupa Klavierunterricht. Ihr widmete er auch die Mondscheinsonate, die er teilweise auch in Unterkrupa komponiert haben soll.

### Die Choteks
Die Tochter von Joseph Brunsvik, Henriette (1789–1857) heiratete am 22. Januar 1813 Hermann Chotek von Chotkov und Vognin (1786–1822), den Spross eines alten böhmischen Adelsgeschlechtes. Durch diese Heirat ging die Herrschaft Unterkrupa in den Besitz der Familie Chotek über. Die Choteks förderten nachhaltig die Landwirtschaft und Viehzucht in Unterkrupa.
Besondere Verdienste erwarb sich Marie Henriette Gräfin Chotek (1863–1946). Sie war die Enkelin von Hermann Chotek und Henriette Brunsvik und Cousine zweiten Grades der Erzherzogin Sophie Maria Chotek, die mit ihrem Gemahl, dem Thronfolger Franz Ferdinand von Österreich-Este, beim Attentat von Sarajevo am 28. Juni 1914 tragisch ums Leben kam. Ende des 19. Jahrhunderts begann Marie Henriette im Park ihres Großvaters ein Privatrosarium aufzubauen. Deshalb erhielt sie den Spitznamen „Rosengräfin“.

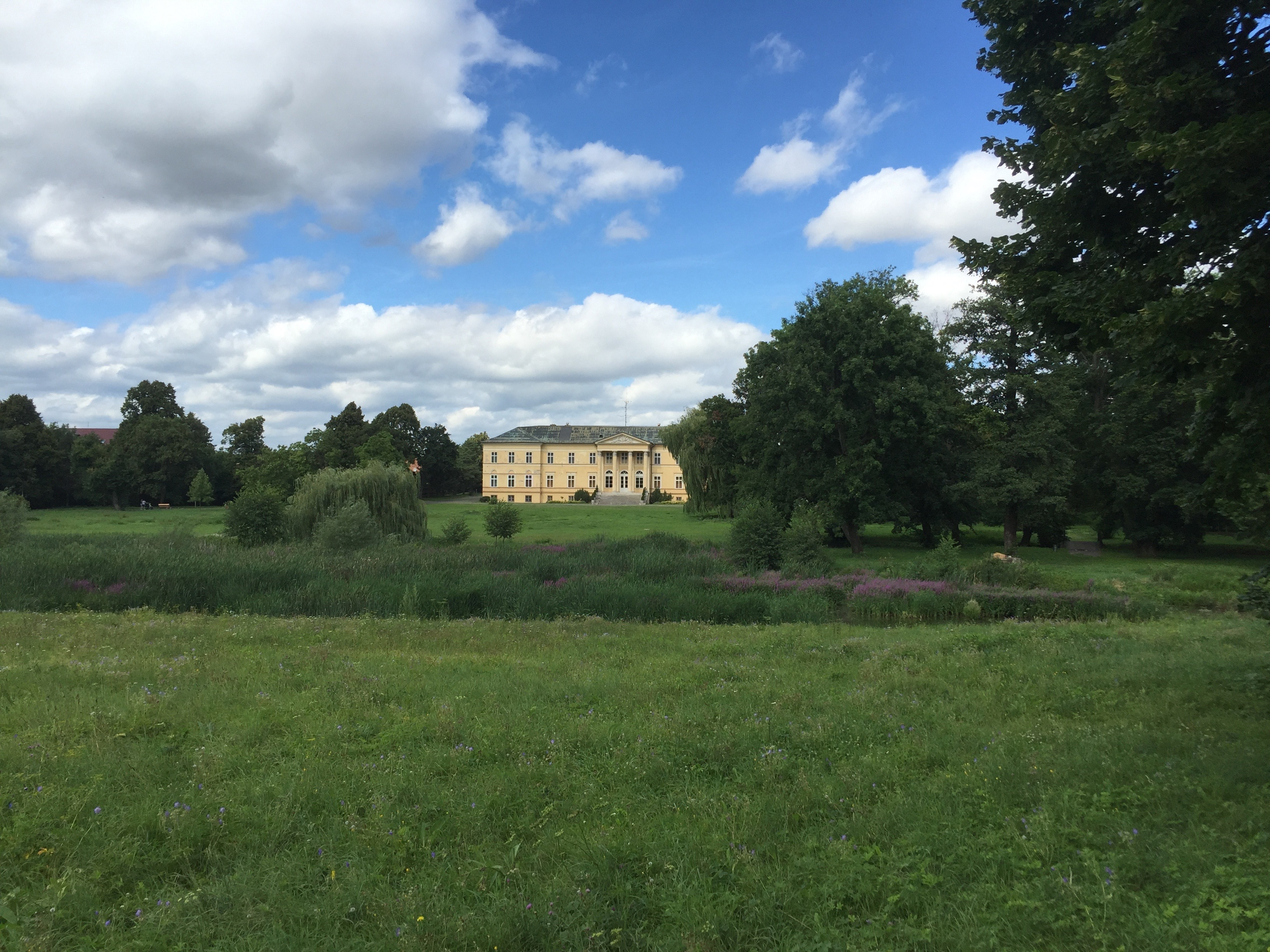
Schlosspark Dolná Krupá (Zustand Sommer 2016)

Die Gräfin erwarb nach dem Tod von Rudolf Geschwind einen Großteil seiner Rosen. Marie Henriette Chotek ist es zu verdanken, dass es auch heute 28 Geschwind-Sorten gibt. Ein Katalog von 1929 vermerkt 8000 Rosen, die allein in Unterkrupa von der Gräfin gezüchtet wurden. Der Rosenzüchter Peter Lambert widmete ihr bereits 1920 die Rose ‚Marie Henriette Gräfin Chotek‘. 1934 geriet die Gräfin in finanzielle Schwierigkeiten, was den Anfang des Niedergangs eines der berühmtesten Rosalien in dieser Region bedeutete.
Im Rosenjahrbuch 1938 wird das Rosarium in Unterkrupa das letzte Mal in einem Artikel von Dr. Rudolf Limbacher erwähnt: „Das Rosar der Stadt Preßburg“.

## 1918 und 1945 sowie die Zeit danach
Bereits der Zusammenbruch der Donaumonarchie stellte eine Zäsur für Unterkrupa dar. Das ehemalige zum Königreich Ungarn gehörende 'Unter-Korompa' (ung. 'Alsókorompa') hieß nun 'Dolná Krupá' und gehörte zur 1918 gegründeten Tschechoslowakei.
Im Jahre 1923 wurde im Zuge einer vom neuen tschechoslowakischen Staat durchgeführten Bodenreform ein Teil des Chotek-Besitzes enteignet. Zwei Jahre später mussten die Chokes 518 ha ihres Grundbesitzes und vier Meierhöfe an den Staat abtreten. Darauf folgte ein jahrelanger Rechtsstreit, der erst am 12. Juni 1933 mit einem Ausgleich endete.  
Nach dem Zweiten Weltkrieg begann jedoch das eigentliche Zerstörungswerk von Unterkrupa. Die erhalten gebliebenen Objekte des ehemaligen Besitztums stellen heute nur noch ein Torso eines wertvollen Denkmals dar. Nach dem Einmarsch der Roten Armee wurden große Teile des Parks verwüstet. Das ehemalige Herrenhaus wurde geplündert und das Inventar gestohlen, die nun betagte Rosengräfin wurde aus dem Schloss vertrieben und konnte von einer ihr gut gesinnten Bauernfamilie des Dorfes versteckt und beherbergt werden. (Obzwar sie von einem alten böhmischen (tschechischen) Adelsgeschlecht abstammte, sollte sie anhand der Beneš-Dekrete „als Deutsche“ ausgesiedelt werden). 1946 starb sie gänzlich verarmt und vereinsamt in Unterkrupa und wurde im Chotek-Mausoleum des Ortes beigesetzt.
Am 17. Oktober 1946 erhielt die Ortsverwaltung von Unterkrupa eine Benachrichtigung von der vorgesetzten Behörde, in welcher angeordnet wurde, dass der Erlass des 'Slowakischen Nationalrates' SNR Nr. 104/1945 umgehend umzusetzen sei. In diesem Erlass wurde mitgeteilt, dass die letzte Eigentümerin der Herrschaft Unterkrupa, Marie Gräfin Schönborn, verheiratete Pallavicini (* 1897, † 1992) als "Verräterin und Feindin des Volkes" zu betrachten sei. Die Konfiskation des gesamten Eigentums sei deshalb sofort umzusetzen. Daraufhin begann die zwischen den Jahren 1947 und 1949 durchgeführte Zerstörung und Vernichtung (nahezu) sämtlicher Neben- und Wirtschaftsgebäude dieses Herrengutes. In den 1950er-Jahren wurde im Herrenhaus von den damaligen in der Tschechoslowakei herrschenden kommunistischen Machthabern eine Psychiatrische Klinik eingerichtet. Später wurde es zum Heim für Komponisten.
Von den großen englischen Park blieb nur ein Torso von etwa 17 Hektar übrig. Die übrigen Flächen wurden der kommunistischen Landwirtschaft (als Kolchosen; slowakisch JRD: "Jednotné roľnické družstvo") zugeführt, die Bearbeitung erfolgte durch ein „sozialistisches Kollektiv“.
Nach der Wende und der Samtenen Revolution 1989/1990 übernahm das inzwischen total verwahrloste Anwesen das Slowakische Nationalmuseum und errichtete darin ein Musikmuseum. Im Herrenhaus werden heute alte Musikinstrumente gezeigt und es wurde zur Gedenkstätte für berühmte in der Slowakei lebende Musikkomponisten, wie z. B. Ernst von Dohnányi, Alexander Albrecht und Franz Schmidt. Im Gärtnerhäuschen wurde 1992 ein kleines Beethoven-Gedenkmuseum eingerichtet in dem besonders die Beziehungen des Komponisten zu Altungarn (und der heutigen Slowakei) herausgestellt werden.